# Ossitaglio

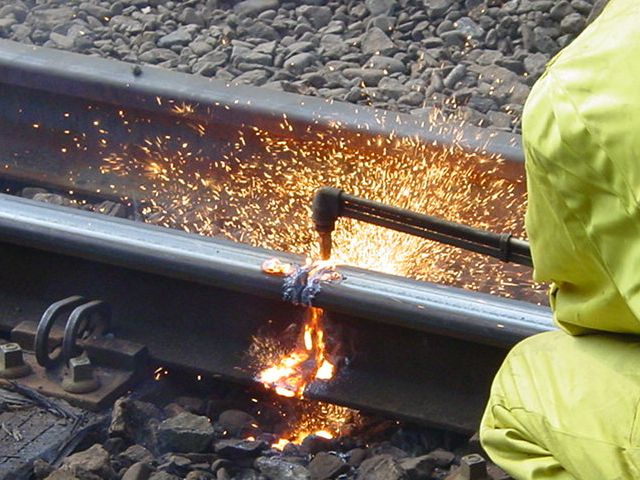
Taglio di una rotaia con un cannello da ossitaglio

L'ossitaglio è un procedimento per il taglio delle lamiere o dei profilati metallici che utilizza una fiamma acetilenica ed un getto di ossigeno puro. Si basa sul principio per cui i materiali ferrosi contenenti abbastanza carbonio, portati ad incandescenza, bruciano se si trovano in un'atmosfera di ossigeno: si genera infatti una reazione chimica fortemente esotermica di ossidazione del ferro contenuto nel materiale. L'ossitaglio, quindi, può essere eseguito solo su acciai al carbonio, ovvero acciai dolci (0,12%-0,25% di carbonio), mentre acciai alto legati, inossidabili o altre leghe non sono adatti a questa tipologia di taglio a causa dell'insufficiente quantitativo di ferro disponibile a sostenere la reazione chimica che produce il taglio.
Si effettua attraverso l'uso di uno speciale cannello dal quale fuoriescono due flussi di gas concentrici:
- un getto esterno per la somministrazione del combustibile, disposto ad anello, per produrre una fiamma simile a quella usata nella saldatura ossiacetilenica, e che serve per arroventare il metallo;
- un getto centrale di ossigeno sotto pressione che realizza la fiamma sovraossigenata e il taglio, mediante un processo di combustione del ferro contenuto nella lega metallica e la conseguente fusione del metallo, la sua pressione asporta le scorie dovute al taglio.

Questa disposizione dei getti permette l'esecuzione del taglio in tutte le direzioni. Un'altra disposizione prevede i due getti affiancati: questa soluzione permette di riscaldare una fascia più stretta di materiale, ma il taglio può avvenire in una sola direzione.
Per iniziare il taglio, si riscalda dapprima con la fiamma il punto d'inizio sino a portarlo ad incandescenza; a questo punto si apre ulteriormente il flusso d'ossigeno e si rimane ancora fermi finché non si è perforato tutto lo spessore della lamiera; si può quindi iniziare il movimento di avanzamento per proseguire nel taglio.
L'ossitaglio con il cannello manovrato a mano viene utilizzato nel lavoro di demolizione di grosse strutture metalliche, quali ponti, tralicci, serbatoi.
I cannelli possono anche essere montati su apposite macchine da ossitaglio, come quelle che vengono utilizzate massicciamente nei cantieri navali per il taglio a misura delle lamiere o per ricavarne, con taglio "figurato", i vari pezzi costitutivi l'ossatura delle navi. Il taglio a macchina, disponendo di precise regolazioni di flusso e di velocità di avanzamento, lascia un bordo regolare, come necessario per le eventuali successive operazioni di saldatura.